# Isoisänsilta
Isoisänsilta  (en suédois : Farfarsbron, en français : pont du grand-père) est un pont de circulation douce situé dans le quartier Sörnäinen à Helsinki en Finlande.

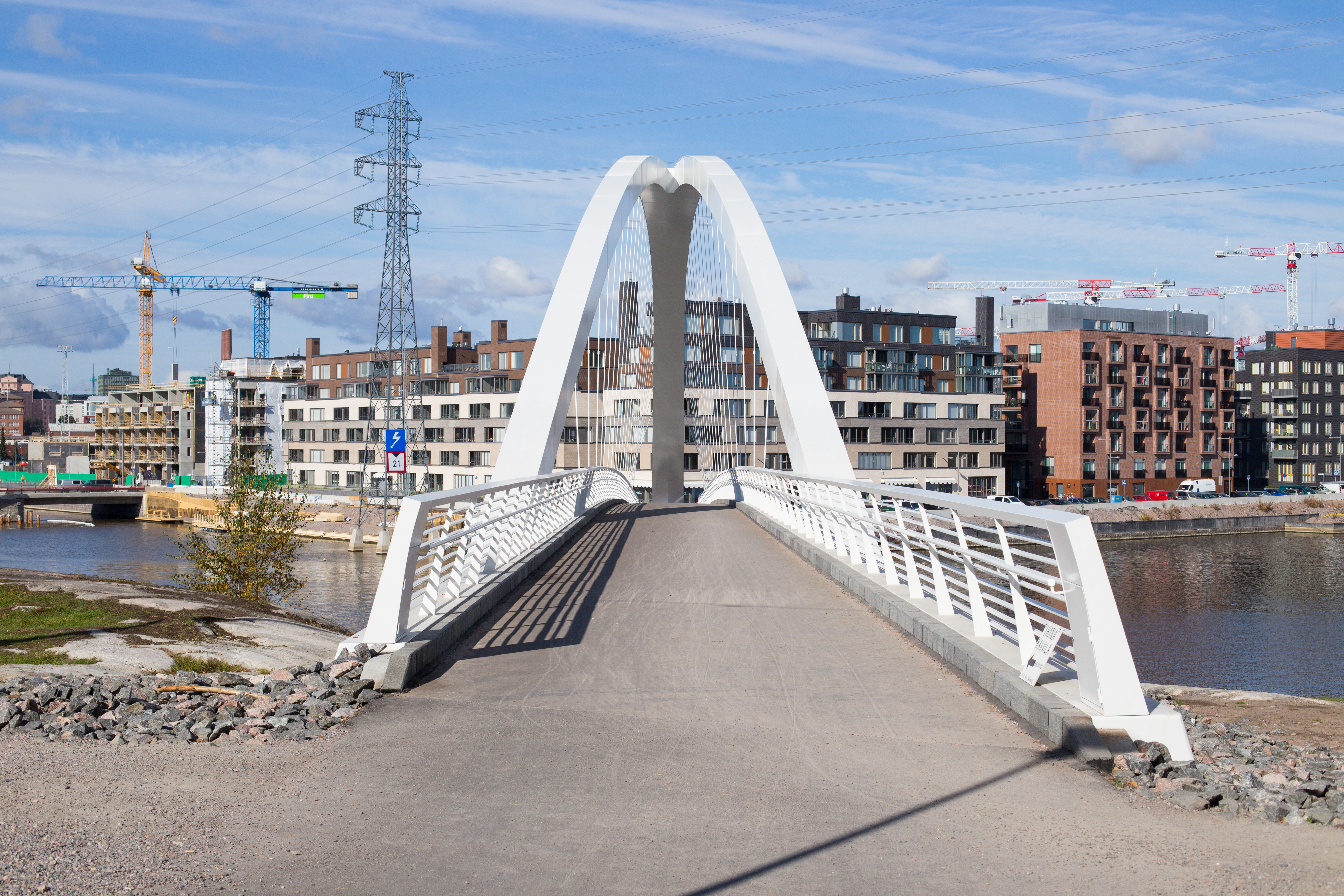
Le pont Isoisänsilta vu de Mustikkamaa.

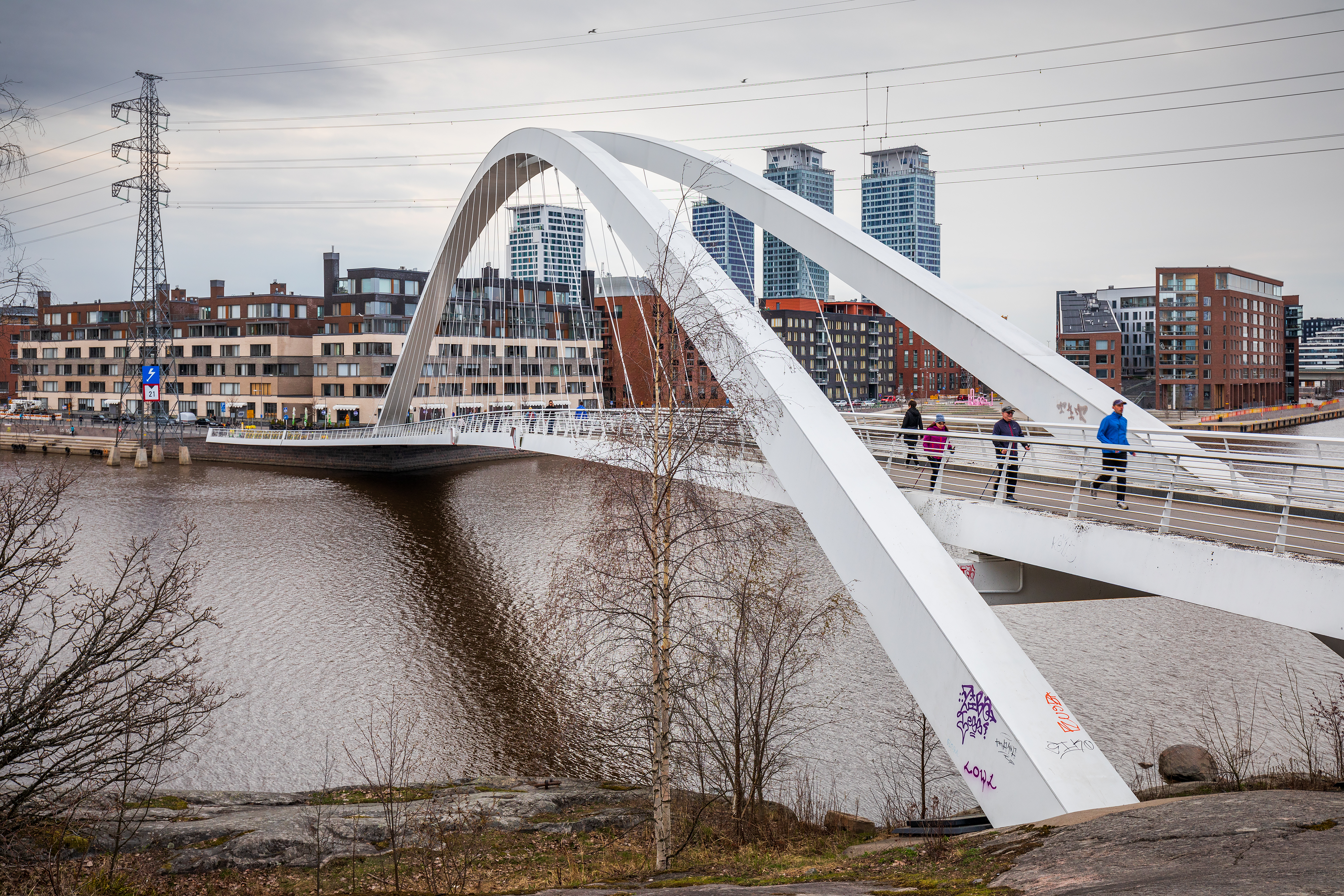
Le pont Isoisänsilta vu de Mustikkamaa en 2023.

## Présentation
Inauguré en 2016, l'édifice  est un pont à trafic léger reliant Kalasatama, juste à la frontière de Sompasaari, à Mustikkamaa. 
Il est nommé d'après la péninsule Isoisänniemi de Mustikkamaa.

## Histoire
Le concours de conception pour la construction du pont a été remporté par la proposition de concours Tiikerihai du cabinet d'ingénierie Pontek. 
La construction du pont a commencé en août 2014 et il est ouvert au public le 1er juin 2016,,.  
Un recours devant le Tribunal des marchés au début de 2014 a retardé le début de la construction, mais a été retiré par la suite,.
A-Insinöörit a assuré la construction du pont et Normek Oy était responsable de la fabrication des structures en acier. 
L'installation des structures d'acier du pont a commencé au printemps et à l'hiver 2015.

## Caractéristiques techniques
La travée la plus longue du pont est de 144,3 mètres, les câbles adjacents à la travée principale sont de 6,7 et 13,6 mètres.
La largeur du pont est de quatre mètres son extrémité et dans la partie médiane de Mustikkamaa et il s'élargit du côté de Kalasatama, où la voie de circulation légère passant par le pont bifurque dans deux directions. 
L'arche en acier du pont se divise en deux arches vers Mustikkamaa.

## Étymologie
Le nom du pont vient de la péninsule Isoisänniemi (péninsule de grand-père) à Mustikkamaa, qui a été nommée par les descendants du  pêcheur Viktor Wilhelm Wickman qui vivait sur la péninsule.

## Prix et récompenses
En 2017, le pont du grand-père a recu le prix du pont de l'année par l'association finlandaise des ingénieurs en génie civil.